# Odorrana margaretae
Odorrana margaretae es una especie de anfibio anuro de la familia Ranidae.

## Distribución geográfica
Esta especie habita:
- en la República Popular China en las provincias de Gansu, Guizhou, Hubei, Hunan y Sichuan, Guangxi y Tíbet entre los 390 y 1500 m de altitud;
- en el norte de Vietnam en las provincias de Lào Cai y Lai Châu entre los 1900 y 2500 m de altitud.[4]

## Etimología
Esta especie lleva el nombre en honor a Margaret W. Schmidt.

## Publicación original
- Liu, 1950 : Amphibians of western China. Fieldiana, Zoology Memoires, vol. 2, p. 1-400[5]